# Zhao Xue
Zhao Xue (Jinan, 6 aprile 1985) è una scacchista cinese.
È diventata nel 2008 il 24º Grande maestro assoluto cinese.

## Carriera

### Giovanili e juniores
Ha vinto i mondiali giovanili U12 femminile (1997, Cannes) e U14 femminile (1999, Oropesa del Mar),
Nel 2002 ha vinto a Goa il Campionato del mondo junores femminile under 20.

### Risultati individuali
- 2000:  vince il torneo Balatonturist Open di Budapest;
- 2001:  vince lo zonale femminile di Haibei;
- 2003:  vince l'open-A di Groninga  e lo Stroer Open femminile di Cannes;
- 2007:  2º posto al supertorneo femminile "North Urals Cup" di Krasnotur'insk, dietro alla connazionale Zhu Chen;
- 2011:  in ottobre vince il FIDE Women's Grand Prix di Nal'čik, con 9,5/11;
- 2015:  in gennaio vince il New Zealand Open di Auckland.[2]

### Nel ciclo mondiale
In agosto-settembre 2008 ha partecipato al Campionato del mondo femminile di Nal'čik, venendo superata nella semifinale dalla connazionale Shen Yang.
Nel novembre 2018 ha preso parte al Campionato del mondo femminile. Dopo aver superato nel primo turno l'argentina Carolina Lujan per 2 - 0 è stata eliminata al secondo turno dalla kazaka Zhansaya Abdumalik per 1 - 3 dopo gli spareggi rapid.

### Nazionale
Ha partecipato a sei Olimpiadi degli scacchi dal 2002 al 2012, ottenendo il risultato complessivo di +44 –7 =17 (77,2 %). Ha vinto undici medaglie: sette d'oro (cinque individuali e due di squadra), due d'argento di squadra e due di bronzo (una individuale e una di squadra).